# クレスピーナ・ロレンツァーナ
クレスピーナ・ロレンツァーナ (イタリア語: Crespina Lorenzana) は、イタリア共和国トスカーナ州ピサ県にある、人口約5,400人の基礎自治体（コムーネ）。

## 歴史
2014年のコムーネ統廃合 (it:Fusione di comuni italiani) により、クレスピーナとロレンツァーナが合併して発足した。

## 地理

### 位置・広がり

#### 隣接コムーネ
隣接するコムーネは以下の通り。括弧内のLIはリヴォルノ県所属を示す。
- カシャーナ・テルメ・ラーリ (ラーリ)
- カーシナ
- コッレサルヴェッティ (LI)
- ファウーリア
- オルチャーノ・ピザーノ
- サンタ・ルーチェ

### 気候分類・地震分類
クレスピーナ・ロレンツァーナにおけるイタリアの地震リスク階級 (it) は、zona 3 (sismicità bassa) に分類される。

## 行政

### 分離集落
クレスピーナ・ロレンツァーナには以下の分離集落（フラツィオーネ）がある。
| - チェニア(Cenaia) - クレスピーナ(Crespina) - ローラ(Laura) | - ロレンツァーナ(Lorenzana) - トレモレト(Tremoleto) - トリパレ(Tripalle) |